# Sphagnum boomii
Sphagnum boomii är en bladmossart som beskrevs av H. Crum in W. R. Buck 1990. Sphagnum boomii ingår i släktet vitmossor, och familjen Sphagnaceae. Inga underarter finns listade i Catalogue of Life.